# Aiman Umarova
Aiman Umarova (Província de Jàmbil, Kazakhstan) és una activista pels drets humans del Kazakhstan. Va guanyar el Premi Internacional Dona Coroatge el 2018.
Umarova es va llicenciar com a advocada i és membre del col·legi d'advocats d'Almaty. Va representar el candidat a la presidència Vladimir Kozlov.
Treballa per rehabilitar les dones que han tingut algun tipus de relació amb grups extremistes.
| « | "L'extremisme islàmic i el terrorisme són greus problemes que el govern hauria de combatre, i el meu treball és assegurar-se que el govern ho farà." | » |